# Бракон
Бракон (фр. Bracon) насеље је и општина у источној Француској у региону Франш-Конте, у департману Јура која припада префектури Лон ле Соније.
По подацима из 2011. године у општини је живело 281 становника, а густина насељености је износила 44,67 становника/km². Општина се простире на површини од 6,29 km². Налази се на средњој надморској висини од 400 метара (максималној 626 m, а минималној 345 m).

## Демографија
| 1962. | 1968. | 1975. | 1982. | 1990. | 1999. | 2011. |
| ----- | ----- | ----- | ----- | ----- | ----- | ----- |
| 225   | 266   | 273   | 330   | 355   | 332   | 281   |

График промене броја становника у току последњих година